# زاحف (فلم)
ريبْتايل (بالإنجليزية: Reptile) هو فيلم إثارة جريمة أمريكي أُنتج عام 2023 من إخراج «جرانت سينجر» في أول أفلامه الروائية الطويلة، من سيناريو كتبه بالتعاون مع «بنجامين براور» و«بنيسيو ديل تورو»، وقصة كتبها بالتعاون مع «براور». يقوم ببطولة الفيلم «ديل تورو» في دور البطولة، إلى جانب «جاستن تمبرليك»، «أليسيا سيلفرستون»، «إريك بوغوسيان»، «أتو إساندوه»، «دومينيك لومباردوزي», و«مايكل بيت».
عُرض الفيلم أول مرة في مهرجان تورونتو السينمائي الدولي في 7 سبتمبر 2023، صدر في الولايات المتحدة في دور السينما المختارة في 22 سبتمبر 2023، قبل أن يُبث على نتفليكس في 29 سبتمبر 2023.

## القصة
يجد «ويل جرادي» صديقته «سمر إلسويك» مقتولة بوحشية في منزل رِيفِيّ في ولاية «ماين» كانا يقومان بعرضه للبيع كوكلاء عقارات، يستجوب المحققان «توم نيكولز» وشريكه «دان كليري»، الذين كُلّفا بالقضية، «ويل»، الذي يكشف أنه كان يرغب في الزواج من «سمر» ولكن لم يتمكن لأنها كانت لا تزال متزوجة من «سام جيفورد». تظهر أدلة فيديو من تسجيلات الأمن القريبة سيارة لونها داكن وتفتقر إلى واقي العجلات الذي يحدده «دان» كسيارة «بويك لوسابر» من عام 1990؛ فيما بعد، تحدد زوجة «توم»، «جودي»، السيارة بشكل صحيح «ككرايسلر إمبيريال».
بعد جنازة «سمر»، يخبر «ويل توم» عن «إيلي فيليبس»، الذي حاول أن يقتحم منزل والدته قبل عدة ليال. يشرح «ويل» أن والده كان يدير شركة العقارات العائلية، وكانوا قد اشتروا بالقوة مزرعة عائلة «إيلي». أقدم والد «إيلي» على الانتحار، وَيَتَّهِمُ «إيلي» عائلة «ويل» بذلك. يتهمه «توم ودان» بقتل «سمر». كما قام «إيلي» بالبحث عن «توم» نفسه، وتمت مناقشة فترة قصيرة عن فضيحة فساد تتعلق بشريك «توم» السابق في مركز شرطة فيلادلفيا.
تحليل الحمض النووي (DNA) للسائل المنوي الذي وُجد بداخل «سمر» يتطابق مع حمض «سام». يتوافق هذا مع تصريح من صديقة «سمر» بأنهما كانا لا يزالان يلتقيان لممارسة الجنس. يعود «توم» إلى منزل «سام» بمذكرة تفتيش. يمسك «سام» ببندقية «دان» ويتم إطلاق النار عليه بشكل مميت بواسطة «توم» أثناء محاولته الفرار. يتم العثور في منزله على 13 كيلوغرامًا من الهيروين.
يُعلن «توم» تورط «سام» في قتل «سمر» قبل وفاة «سام»، لكن «توم» متردد في اعتبار القضية حُلت. يظهر «إيلي» في منزله ليلاً ويعطيه فلاش درايف يحتوي على أدلة تظهر أن «سمر» كانت متورطة في مخطط للجراديز لغسيل أموال المخدرات. يتم زرع الممتلكات بالمخدرات ثم تستولى عليها عن طريق المصادرة المدنية للأصول. الجراديز، العاملة تحت شركة قنصلية مسماة «وايت فيش»، تقتنص الممتلكات بخصم. تم قتل «سمر» لوقفها عن الإبلاغ عن المخطط لمكتب مكافحة المخدرات (DEA).
تشير الأدلة إلى تواطؤ ضابط الشرطة والمدعو «والي فين» يقف وراء «وايت فيش»، متورط في نشاطات غير قانونية تتعلق بشركة أمن خاصة تسمى "استشارات الخدمة النشطة" والتي تستخدم نفس صندوق البريد الخاص بـ«وايت فيش»، مما يشير إلى علاقة وثيقة أو تواطؤ بين الشركتين. يظهر «ويل» في منزل «إيلي» مطالبًا بإرجاع فلاش الدرايف مما يوحي بأنها تحتوي علي معلومات مهمة. يظهر شخص آخر. يصل «توم» في وقت لاحق إلى منزل «إيلي» ويجده مفقودًا وتم تنظيف مطبخه وترك زجاجة مبيضات فارغة.
حضر «توم» حفلة عيد ميلاد الكابتن «روبرت ألين»، ضابطه الرئيسي وعم «جودي»، حاول أن يُبلغ «ألين» بدور «والي» في قضية قتل «سمر» ومخطط غسيل الأموال، لكنه تم تشويشه. في وقت لاحق في الحفلة، اكتشف «توم» سيارة "كرايسلر إمبيريال" في المرآب الخاص بـ«ألين» مع طلاء جديد. يجد «ألين» «توم» ويطلب منه ترك الموضوع.
خَوْفًا على سلامته، يعود «توم» إلى المنزل مع «جودي»، ويشرح لها ما يعرفه، ويخبرها بأنهم يجب أن يغادروا تلك الليلة. يتصل «ألين» ويطلب من «توم» الحضور في اليوم التالي، الموقف سيظل معلقًا. يوافق «توم». يعطي الفلاش درايف إلى رئيس الشرطة «مارتي جرايبر»، ويذهب الاثنان معًا إلى منزل «ألين»، يعتذر «مارتي» بحجة الذهاب إلى الحمام، ويتوسل «ألين» إلى «توم» بمغادرة المكان لإنقاذ حياته، قبل أن يذهب للطابق العلوي، حيث يُطلق عليه شخص ما رصاصة قاتلة. يواجه «توم مارتي»، الذي يتورط في المخطط، في الحمام. يمد «مارتي» يده نحو مسدسه لكن يُطلق «توم» عليه النار ويقتله. ثم يُطلق النار على «والي»، مما يؤكد أن «والي» هو القاتل «ألين» («والي» هو الرجل الذي كان في الطابق العلوي وقتل «ألين») ويخضع له.
تقوم مكتب التحقيقات الفيدرالي بالقبض على «ويل» أثناء ممارسته للغولف.

## الأدوار
- بينيشيو ديل تورو بدور توم نيكولز، المحقق
- جاستن تمبرليك بدور ويل جرايدي، صديق الضحية
- أليسيا سيلفرستون بدور جودي نيكولز، زوجة توم
- مايكل بيت بدور إيلي فيليبس، مشتبه به
- أتو إساندوه بدور دان كليري، محقق وشريك توم
- دومينيك لومباردوزي بدور والي المحقق، صديق نيكولز
- كارل جلوسمان بدور سام جيفورد، الزوج السابق للضحية
- ماتيلدا لوتز بدور سامر إلسويك، الضحية
- مايك بنيوسكي بدور رئيس الشرطة مارتي جرايبر، صديق نيكولز
- ثاد لاكنبيل بدور بيتر
- سكاي فيريرا بدور رينيه، أفضل صديقة الضحية
- أوين تيج بدور رودي راكوزي، تاجر مخدرات
- فرانسيس فيشر بدور كاميل جرادي
- إريك بوغوسيان بدور الكابتن روبرت ألين، رئيس نيكولز وعم جودي
- كاثرين داير بدور دينا ألين
- مايكل بيزلي بدور فيكتور
- جيمس ديفوتي بدور بينيت روسوف

## الإنتاج

### التطوير
في 26 أغسطس 2021، تم تأكيد أن شبكة نتفليكس ستنتج السيناريو للإثارة الجنائية "الزاحف" مع المخرج الموسيقي فيديو كليب جرانت سينجر على وشك القيام بأول فيلم إخراجي له، ومع مولي سميث، ترينت لوكينبيل، سيث سبيكتور، ثاد لاكنبيل، بينيشيو ديل تورو, وراشيل سميث كمنتجي الفيلم. في 14 أكتوبر 2021، تم تسجيل سينغر وبريوير كمشاركين في الكتابة.

### التمثيل
مع الإعلان في 26 أغسطس 2021، تم اختيار ديل تورو وجاستن تمبرليك للمشاركة في الفيلم. في 30 سبتمبر 2021، تم اختيار أليسيا سيلفرستون، مايكل بيت، أتو إساندوه، فرانسيس فيشر، إريك بوغوسيان، دومينيك لومباردوزي، كارل جلوسمان، ماتيلدا لوتز، أوين تيج, وكاثرين داير للمشاركة في الفيلم. في 14 أكتوبر 2021، تم اختيار مايك بنيوسكي, ثاد لوكينبيل, سكاي فيريرا, جيمس ديفوتي, ومايكل بيزلي للمشاركة في الفيلم.

## التصوير
بدأ التصوير في 15 أغسطس 2021 في أتلانتا، جورجيا.

### الموسيقى التصويرية
قام يار إليازار غلوتمان بتأليف الموسيقى التصويرية للفيلم، بمشاركة أركا.

## إطلاق الفيلم
عُرض الفيلم لأول مرة في مهرجان تورونتو السينمائي الدولي في 7 سبتمبر 2023. كان من المقرر في الأصل أن يتم إطلاقه بواسطة نتفليكس في 6 أكتوبر 2023. تم تغييره لاحقًا ليحظى بعرض محدود في بعض دور السينما في الولايات المتحدة في 22 سبتمبر 2023، قبل أن يبدأ بثه على نتفليكس في 29 سبتمبر.

## الاستقبال
في 10 أكتوبر 2023، حصل الفيلم على المرتبة الأولى بين الأفلام الناطقة باللغة الإنجليزية حول العالم على نتفليكس بـ 19.9 مليون مشاهدة خلال الأسبوع، وفي 17 أكتوبر 2023، حصل Reptile على المرتبة الأولى بين الأفلام الناطقة باللغة الإنجليزية حول العالم على نتفليكس بـ 14.2 مليون مشاهدة. ليكون هذا الأسبوع الثالث على التوالي كالفيلم الأكثر مشاهدة باللغة الإنجليزية عالميًا على نتفليكس.
في 19 أكتوبر 2023، أفادت The Wrap أنه للأسبوع الثالث على التوالي كان Reptile العنوان الأكثر مشاهدة بين جميع الأفلام والبرامج التلفزيونية عبر أي خدمة بث.

## روابط خارجية
- زاحف على نتفليكس (الاشتراك مطلوب)
- زاحف (فلم) في روتن توميتوز.